# Coltines
Coltines (okzitanisch Coltina) ist ein zentralfranzösischer Ort und eine Gemeinde mit 428 Einwohnern (Stand 1. Januar 2022) im Département Cantal in der Region Auvergne-Rhône-Alpes.

## Lage
Der Ort Coltines liegt in einer Höhe von ca. 960 m ü. d. M. am Bach Le Babory. Die Entfernung nach Saint-Flour beträgt nur ca. 14 km (Fahrtstrecke) in südöstlicher Richtung.

## Wirtschaft
Der Ort Coltines diente jahrhundertelang den ausschließlich landwirtschaftlich orientierten und sich in der Hauptsache selbstversorgenden Weilern (hameaux) und Einzelgehöften in der Umgebung als kleines Handwerks-, Handels- und Dienstleistungszentrum. Seit der Mitte des 20. Jahrhunderts spielt der Tourismus in Form der Vermietung von Ferienwohnungen (gîtes) eine nicht unbedeutende Rolle für das Wirtschaftsleben des Ortes.

## Geschichte
Großsteingräber (Dolmen du Bardon, Dolmen von Touls) zeugen von der Anwesenheit des Menschen in der Jungsteinzeit. Über die spätere Geschichte von Coltines ist nur wenig bekannt – die Gemeinde bestand ehemals aus acht Weilern (hameaux), von denen noch fünf existieren: Vaux, Bardon, Touls, Chassagne und Frayssinette. Im Verlauf des Hugenottenkrieges (1562–1598) wurde die mittelalterliche Burg (château) geschleift; ein Neubau wurde in der Zeit der Französischen Revolution zerstört.

## Bevölkerungsentwicklung
| Jahr                       | 1800 | 1851 | 1901 | 1954 | 1999 | 2013 |
| Einwohner                  | 780  | 728  | 602  | 406  | 404  | 452  |
| Quellen: Cassini und INSEE |      |      |      |      |      |      |

Der Bevölkerungsrückgang im 20. Jahrhundert resultiert im Wesentlichen aus dem Mangel an Arbeitsplätzen infolge der Mechanisierung der Landwirtschaft. Wegen der Nähe zur Stadt Saint-Flour ist in den letzten Jahrzehnten wieder ein leichter Anstieg zu verzeichnen.

## Sehenswürdigkeiten
- Die Existenz der Pfarrkirche Saint-Martial et Saint-Vincent ist erstmals im frühen 12. Jahrhundert bezeugt; aus dieser Zeit stammt noch das Kirchenschiff. Die Apsis ist polygonal gebrochen und gegenüber dem Langhaus deutlich erhöht, was auf eine Bauzeit in der Spätgotik verweist. Der Glockenturm (clocher) ersetzte im 19. Jahrhundert einen baufälligen Glockengiebel. Der Bau ist seit dem Jahr 1937 als Monument historique anerkannt.[1]
- Das Musée de l’Agriculture Auvergnate beschäftigt sich mit den landwirtschaftlichen Traditionen der Auvergne.

außerhalb
- Der nur aus einer offenen Kammer mit Deckstein bestehende Dolmen von Touls steht circa eineinhalb Kilometer nördlich des Ortes (45° 6′ 23″ N, 2° 59′ 12″ O) und ist seit 1986 als Monument historique anerkannt.[2]
- Der nahezu baugleiche Dolmen du Bardon befindet sich etwa zwei Kilometer östlich an der Grenze zur Nachbargemeinde Talizat (45° 5′ 43″ N, 3° 1′ 0″ O). Er wurde ebenfalls im Jahr 1937 als Monument historique eingestuft.[3]